# Cinnamomum platyphyllum
Cinnamomum platyphyllum (Diels) C.K.Allen – gatunek rośliny z rodziny wawrzynowatych (Lauraceae Juss.). Występuje naturalnie w południowych Chinach – we wschodniej części prowincji Syczuan. 

## Morfologia
PokrójZimozielone drzewo dorastające do 6 m wysokości. Gałęzie są szorstkie. Młode pędy są owłosione.
LiścieNaprzemianległe. Mają kształt od owalnego do elipsoidalnego. Mierzą 5,5–13 cm długości oraz 2,5–5,5 cm szerokości. Od spodu są omszone i mają żółtawą barwę. Nasada liścia jest klinowa. Blaszka liściowa jest o spiczastym wierzchołku. Ogonek liściowy jest omszony i dorasta do 10–25 mm długości.
OwoceMają odwrotnie jajowaty lub kulisty kształt, osiągają 10 mm średnicy, są owłosione.